# Pulitzer-Preis/Sachbuch
Der Pulitzer-Preis für Sachbücher wird seit 1962 vergeben.

## Preisträger

### 1962–1969
- 1962: The Making of the President 1960 von Theodore H. White
- 1963: The Guns of August von Barbara Tuchman
- 1964: Anti-Intellectualism in American Life von Richard Hofstadter
- 1965: O Strange New World von Howard Mumford Jones
- 1966: Wandering Through Winter von Edwin Way Teale
- 1967: The Problem of Slavery in Western Culture von David Brion Davis
- 1968: Rousseau And Revolution, The Tenth And Concluding Volume Of The Story Of Civilization von Will und Ariel Durant.
- 1969: So Human An Animal von René Dubos
- 1969: The Armies Of The Night von Norman Mailer

### 1970–1979
- 1970: Gandhi's Truth (dt. „Gandhis Wahrheit. Über die Ursprünge der militanten Gewaltlosigkeit“) von Erik H. Erikson
- 1971: The Rising Sun von John Toland
- 1972: Stilwell and the American Experience in China, 1911–1945 von Barbara Tuchman
- 1973: Fire in the Lake: The Vietnamese and the Americans in Vietnam von Frances FitzGerald
- 1973: Children of Crisis, Vols. II and III von Robert Coles
- 1974: The Denial of Death von Ernest Becker
- 1975: Pilgrim at Tinker Creek von Annie Dillard
- 1976: Why Survive? Being Old In America von Robert Neil Butler
- 1977: Beautiful Swimmers von William W. Warner
- 1978: The Dragons of Eden von Carl Sagan
- 1979: On Human Nature von E. O. Wilson

### 1980–1989
- 1980: Gödel, Escher, Bach: an Eternal Golden Braid von Douglas R. Hofstadter
- 1981: Fin-De Siecle Vienna: Politics And Culture von Carl E. Schorske
- 1982: The Soul of a New Machine von Tracy Kidder (dt. "Die Seele einer neuen Maschine", Basel: Springer, 1982. ISBN 978-3-0348-6694-1)
- 1983: Is There No Place On Earth For Me? von Susan Sheehan
- 1984: The Social Transformation Of American Medicine von Paul Starr
- 1985: The Good War: An Oral History of World War Two von Studs Terkel
- 1986: Common Ground: A Turbulent Decade in the Lives of Three American Families von J. Anthony Lukas
- 1986: Move Your Shadow: South Africa, Black and White von Joseph Lelyveld
- 1987: Arab and Jew: Wounded Spirits in a Promised Land von David K. Shipler
- 1988: The Making of the Atomic Bomb von Richard Rhodes
- 1989: A Bright Shining Lie: John Paul Vann and America in Vietnam von Neil Sheehan (dt. „Die Große Lüge“: John Paul Vann und Amerika in Vietnam)

### 1990–1999
- 1990: And Their Children After Them von Dale Maharidge und Michael Williamson
- 1991: The Ants von Bert Hölldobler und E. O. Wilson
- 1992: The Prize: The Epic Quest for Oil, Money, and Power (dt. Der Preis. Die Jagd nach Öl, Geld und Macht) von Daniel Yergin
- 1993: Lincoln at Gettysburg: The Words That Remade America von Garry Wills
- 1994: Lenin's Tomb: The Last Days of the Soviet Empire von David Remnick
- 1995: The Beak Of The Finch: A Story Of Evolution In Our Time von Jonathan Weiner
- 1996: The Haunted Land: Facing Europe's Ghosts After Communism von Tina Rosenberg
- 1997: Ashes To Ashes: America's Hundred-Year Cigarette War, The Public Health, And The Unabashed Triumph Of Philip Morris von Richard Kluger
- 1998: Guns, Germs, and Steel: The Fates of Human Societies von Jared Diamond
- 1999: Annals of the Former World von John McPhee

### 2000–2009
- 2000: Embracing Defeat: Japan in the Wake of World War II von John W. Dower
- 2001: Hirohito and the Making of Modern Japan von Herbert P. Bix
- 2002: Carry Me Home: Birmingham, Alabama, the Climactic Battle of the Civil Rights Revolution von Diane McWhorter
- 2003: „A Problem from Hell“: America and the Age of Genocide von Samantha Power
- 2004: Gulag: A History von Anne Applebaum
- 2005: Ghost Wars von Steve Coll
- 2006: Imperial Reckoning: The Untold Story of Britain's Gulag in Kenya von Caroline Elkins
- 2007: The Looming Tower: Al-Qaeda and the Road to 9/11 von Lawrence Wright
- 2008: The Years of Extermination: Nazi Germany and the Jews, 1939–1945 von Saul Friedländer
- 2009: Slavery by Another Name: The Re-Enslavement of Black Americans from the Civil War to World War II von Douglas A. Blackmon (Doubleday)

### 2010–2019
- 2010: The Dead Hand: The Untold Story of the Cold War Arms Race and Its Dangerous Legacy von David E. Hoffman, ISBN 978-0-307-38784-4.
- 2011: Der König aller Krankheiten: Krebs – eine Biografie von Siddhartha Mukherjee, ISBN 978-3-8321-9644-8.
- 2012: The Swerve: How the World Became Modern von Stephen Greenblatt
- 2013: Devil in the Grove: Thurgood Marshall, the Groveland Boys, and the Dawn of a New America von Gilbert King, ISBN 978-0-06-179228-1.
- 2014: Toms River: A Story of Science and Salvation von Dan Fagin
- 2015: The Sixth Extinction: An Unnatural History (Das sechste Sterben. Wie der Mensch Naturgeschichte schreibt) von Elizabeth Kolbert
- 2016: Black Flags: The Rise of ISIS von Joby Warrick, ISBN 978-0-385-53822-0.
- 2017: Evicted: Poverty and Profit in the American City von Matthew Desmond
- 2018: Locking Up Our Own: Crime and Punishment in Black America von James Forman, Jr.
- 2019: Amity and Prosperity: One Family and the Fracturing of America von Eliza Griswold

### 2020–2029
- 2020: The End of the Myth: From the Frontier to the Border Wall in the Mind of America von Greg Grandin; The Undying: Pain, Vulnerability, Mortality, Medicine, Art, Time, Dreams, Data, Exhaustion, Cancer, and Care von Anne Boyer
- 2021: Wilmington’s Lie: The Murderous Coup of 1898 and the Rise of White Supremacy von David Zucchino
- 2022: Invisible Child: Poverty, Survival & Hope in an American City von Andrea Elliott
- 2023: His Name Is George Floyd: One Man’s Life and the Struggle for Racial Justice von Robert Samuels und Toluse Olorunnipa
- 2024: A Day in the Life of Abed Salama: Anatomy of a Jerusalem Tragedy von Nathan Thrall